# آزبوره
آزبوره یا اوزبورگا (همچنین اسبورگا اسلاکسدوتر ) نخستین همسر پادشاه اتلولف وسکس و مادر پادشاه آلفرد کبیر بود. زندگی نامه نویس آلفرد، آسر ، آزبوره را به عنوان"زنی بسیار پارسا یاد کرد که هم والامنش بود هم اصیل زاده. 

## سرچشمه
وجود آزبوره فقط در زندگی شاه آلفرد اثر آسر نام برده شده است. از وی به نام شاهد هیچ منشوری ذکر نشده است، و همچنین مرگ آزبوره در کرونیکل آنگلوساکسون اعلام نگردیده است. تا آنجا که مشخص است، آزبوره مادر کل فرزند های اتلولف ، پنج پسر او اتلستان ، اتلبالد ، اتلبرت، اتلرد و آلفرد کبیر، و دختر او اتلسویت ، همسر بورگرد پادشاه قسمت مرسیا بوده.
آزبوره را بیشتر از داستان اسر در رابط کتابی از ترانه‌های ساکسون در ذهن داریم که وی به پسر هایش نشان داد و توصیه می کرد که کتاب را به هر کسی که می‌تواند نخستین بار آن را حفظ نماید، تحویل دهد، چالشی که آلفرد با آن مواجه شد و پیروز شد. این نشان دهنده علاقه بالای زن های قرن نهم به کتاب و نقش آنان در آموزش فرزندهایشان است. 
آزبوره دختر اسلاک (که تنها در کتاب زندگی آسر نیز ذکر می شود)، پینسرنا (ساقی) پادشاه اتلولف، شخصیت برجسته دربار و خانواده سلطنتی بود.  اسلاک نوه جوتیش، استوف و ویتگار ، برادرزاده های شاه سردیک ، که جزیره وایت را تسخیر نمودند، وصف می شود. 